# AMD Latte
AMD Latte ist der Codename eines TeraScale-basierenden Grafikprozessors (GPU) des Unternehmens AMD, der unter anderem in der Spielkonsole Wii U von Nintendo eingesetzt wird.  Die in 45-nm-Technik gefertigte CMOS-GPU wird von Renesas produziert. Vorgestellt wurde sie zusammen mit der Wii U auf der E3 und im November 2012 veröffentlicht.

## Technik
Auf dem 146 mm² großen GPU-Chip sind unter anderem Audio DSP, 32 MB eDRAM, 320 Shader-Einheiten, DDR3 Speicher von 2048 MB und Komponenten für die Wii-Rückwärtskompatibilität untergebracht. Der GPU-Takt liegt bei 550 MHz und der Speichertakt bei 800 MHz (1600 MHz effektiv). Die elektrische Leistung liegt bei 45 Watt.